# Đonulije
Đonulije (tur. gönüllü, dobrovoljac), u Osmanskom carstvu dobrovoljačka najamnička konjica. U Bosni i Hercegovini pojavljuju se početkom 16. stoljeća kao vojnički red serhad-kulu (krajišnika), a zatim i jerli-kulu (lokalnih vojnih snaga).
Postoje sve do kraja 18. stoljeća, te redovito sačinjavaju dio plačeničkih posada krajiških utvrda. Đonulije se upotrebljavaju za obranu varoši, kasaba, a učestvovali su i u operacijama izvan njih. Organizacijski su se dijelili u džemate, a oni u buljuke. Zapovjednik đonulije imao je naziv đonluaga ili đonlaga.